# Мшана (Тернопольская область)
Мшана (укр. Мшана) — село в Зборовской городской общине Тернопольского района Тернопольской области Украины.
Код КОАТУУ — 6122689804. Население по переписи 2001 года составляло 154 человека.
До 2020 года входило в Зборовский район.

## Географическое положение
Село Мшана находится на левом берегу реки Гнилка,
выше по течению на расстоянии в 1 км расположено село Жуковцы,
ниже по течению на расстоянии в 1,5 км расположено село Волосовка.
По селу протекает пересыхающий ручей.

## История
- 1747 год — дата основания.